# ارنست آر گ اکرت
ارنست آر گ اکرت (آلمانی: Ernst R. G. Eckert؛ زاده ۸ سپتامبر ۱۹۰۴ درگذشته ۸ ژوئیهٔ ۲۰۰۴) یک فیزیک‌دان در زمینه انتقال گرما و انتقال جرم اهل ایالات متحده آمریکا بود.